# Премии Шварценеггера за деятельность в области кинематографа
За свою кинокарьеру Арнольд Шварценеггер получил за свою деятельность ряд престижных премий («Золотой глобус», премия национальной ассоциации владельцев кинотеатров и др.) Вместе с тем он получил и ряд антипремий «Золотая малина», в том числе «худшего неудачника за последние 25 лет».
Комик Робин Уильямс замечал, что «Арнольд Шварценеггер сыграл множество ролей, но на экране меньше, чем, он произнесла слов только шотландская овчарка Лесси».

## Список наград и номинаций
- 1985 — специальная премия ShowWest Convention, «Международная звезда года»;
- 1992 — премия Сатурн За достижения в карьере;
- 1993 — специальная премия ShowWest Convention, «Международная звезда года»;
- 1996 — премия «Бемби» в категории "Международный фильм;
- 1996 — премия «Золотое яблоко», категория «мужчина — звезда года»;
- 1997 — премия «Золотая камера», Германия;
- 1997 — гуманитарная премия ShowWest Convention;
- 1998 — Американская кинематографическая премия;
- 1998 — номинация Blockbuster Entertainment Awards в категории «лучший актёр второго плана в жанре научной фантастики», фильм «Бэтмен и Робин»;
- 2000 — номинация Blockbuster Entertainment Awards, «лучший актёр», фильм «Конец света»;
- 2001 — номинация Video Premiere Award в категории «Лучший аудиокомментарий» за фильм «Вспомнить всё»;
- 2014 — Империя Лучший киногерой нашего времени;

| Премия           | Год  | Фильм                     | Категория                                               | Результат |
| ---------------- | ---- | ------------------------- | ------------------------------------------------------- | --------- |
| Золотой глобус   | 1977 | Оставайся голодным        | Лучший дебют актёра                                     | Победа    |
| Золотой глобус   | 1995 | Джуниор                   | Лучшая мужская роль (комедия или мюзикл)                | Номинация |
| Сатурн           | 1985 | Терминатор                | Лучший киноактёр                                        | Номинация |
| Сатурн           | 1988 | Хищник                    | Лучший киноактёр                                        | Номинация |
| Сатурн           | 1991 | Вспомнить всё             | Лучший киноактёр                                        | Номинация |
| Сатурн           | 1992 | Терминатор 2: Судный день | Лучший киноактёр                                        | Номинация |
| Сатурн           | 1994 | Последний киногерой       | Лучший киноактёр                                        | Номинация |
| Сатурн           | 1995 | Правдивая ложь            | Лучший киноактёр                                        | Номинация |
| Сатурн           | 2001 | Шестой день               | Лучший киноактёр                                        | Номинация |
| MTV Movie Awards | 1992 | Терминатор 2: Судный день | Лучшая мужская роль                                     | Победа    |
| MTV Movie Awards | 1995 | Правдивая ложь            | Лучший танец                                            | Номинация |
| MTV Movie Awards | 1995 | Правдивая ложь            | Лучший поцелуй                                          | Номинация |
| MTV Movie Awards | 1997 | Стиратель                 | Лучший бой                                              | Номинация |
| Золотая малина   | 1983 | Конан-варвар              | Худшая мужская роль                                     | Номинация |
| Золотая малина   | 1994 | Последний киногерой       | Худшая мужская роль                                     | Номинация |
| Золотая малина   | 1998 | Бэтмен и Робин            | Худшая мужская роль второго плана                       | Номинация |
| Золотая малина   | 2000 | Конец света               | Худшая мужская роль                                     | Номинация |
| Золотая малина   | 2001 | Шестой день               | Худшая мужская роль (за роль Адама)                     | Номинация |
| Золотая малина   | 2001 | Шестой день               | Худшая мужская роль второго плана (за роль клона Адама) | Номинация |
| Золотая малина   | 2001 | Шестой день               | Худший актёрский дуэт (Адам и его клон)                 | Номинация |
| Золотая малина   | 2005 | Вокруг света за 80 дней   | Худшая мужская роль второго плана                       | Номинация |
| Золотая малина   | 2005 |                           | Худший неудачник за 25 лет                              | Победа    |
| Золотая малина   | 2015 | Неудержимые 3             | Худшая мужская роль второго плана                       | Номинация |